# Оудсхорн
Оудсхорн (на африкаанс: Oudtshoorn) е град, разположен в югозападната част на РЮА, провинция Западен Кейп. Административен център на едноименната община. Населението му през 2011 година е 61 508 души и това го прави най-големият град в полупустинния регион Кару. Районът около населеното място е известен с най-високата концентрация на щрауси в света. Това се дължи на многото щраусови ферми, които възникват още в края на 19 век.